# بيتلجوس بيتلجوس
بيتلجوس بيتلجوس (بالإنجليزية: Beetlejuice Beetlejuice)‏ هو فيلم رعب خيالي أمريكي من إخراج تيم بيرتون وسيناريو ألفريد جوف ومايلز ميلر، استنادًا إلى قصة كتبها جوف وميلر وسيث جراهام سميث. تكملة لفيلم بيتلجوس (1988) والجزء الثاني من سلسلة بيتلجوس، بطولة مايكل كيتون ووينونا رايدر وكاثرين أوهارا يعيدون تمثيل أدوارهم مع أعضاء فريق التمثيل الجدد: جينا أورتيغا، وجاستن ثيرو ، ومونيكا بيلوتشي، وآرثر كونتي، وويليم دافو.
أُصدر الفيلم بدور السينما في الولايات المتحدة بواسطة وارنر برذرز بيكتشرز في 6 سبتمبر 2024.

## مقدمة
بعد ستة وثلاثين عامًا من أحداث بيتلجوس، تعود عائلة ديتز إلى منزلها في وينتر ريفر بعد وفاة تشارلز ديتز غير المتوقعة. تنقلب حياة ليديا رأسًا على عقب عندما تكتشف أبنتها المراهقة المتمردة، أستريد، النموذج الغامض للمدينة في العلية ويتم فتح بوابة الحياة الآخرة عن طريق الخطأ، مما يؤدي إلى إطلاق سراح بيتلجوس.

## الممثلين
- مايكل كيتون في دور بيتلجوس
- وينونا رايدر في دور ليديا ديتز
- كاثرين أوهارا في دور ديليا ديتز
- جينا أورتيغا في دور أستريد ديتز، ابنة ليديا[3][4]
- جاستن ثيرو في دور روري،[5] والد أستريد وزوج ليديا
- مونيكا بيلوتشي في دور ديلوريس، زوجة بيتلجوس السابقة والتي كانت في حياتها امرأة غامضة لديها أعمال غير مكتملة مع بيتلجوس.
- ويليم دافو في دور وولف جاكسون، المحقق الشبح الذي كان في حياته نجم أفلام الحركة من الدرجة الثانية[6]
- حرق جورمان باعتباره القس في وينتر ريفر

بالإضافة إلى ذلك، مثّل داني ديفيتو وآرثر كونتي وفيليبي كيتس في أدوار لم يُكشف عنها.

## الإنتاج

### التطوير
بعد نجاح فيلم بيتلجوس (1988)، سُرعت عملية التكملة بواسطة شركة جيفين فيلمز. كُلف اثنين من النصوص التكميلية لبيتلجوس في عام 1990. الأول، بيتلجوس في الحب، صاغه كاتب السيناريو وارن سكارين، الذي قام بإعادة كتابة سيناريو الفيلم الأول بشكل مكثف. في الجزء الثاني لسكارين، يلتقي بيتلجوس مع ليو الذي سقط بشكل مأساوي حتى وفاته بينما كان يتقدم لخطبة صديقته جوليا على برج إيفل. عندما يدخل ليو إلى الحياة الآخرة، يهرب بيتلجوس إلى عالم الأحياء ويطارد جوليا. توفي سكارين بعد فترة وجيزة من تسليم مسودته الأولى لنص (في الحب). في نفس العام، تيم بيرتون عيَّن  جوناثان جيمز لكتابة تكملة محتملة لبيتلجوس بعنوان (بيتلجوس يذهب إلى هاواي). قال جيمز: "اعتقد تيم أنه سيكون من المضحك مطابقة خلفية ركوب الأمواج لفيلم الشاطئ مع نوع من التعبيرية الألمانية، لأنهما مخطئان تمامًا معًا". اتبعت القصة انتقال عائلة ديتز إلى هاواي، حيث يقوم تشارلز بتطوير منتجع. وسرعان ما اكتشفوا أن شركته تقوم بالبناء على مقبرة قديمة من هاواي كاهونا. تعود الروح من الحياة الآخرة لتسبب المشاكل، ويصبح بيتلجوس بطلاً بفوزه في مسابقة ركوب الأمواج باستخدام السحر. وافق مايكل كيتون ووينونا رايدر على القيام بالفيلم، بشرط أن يقوم بيرتون بإخراج الفيلم، لكن هو وكيتون أصبحا مشغولين بعودة باتمان (1992).
كان بيرتون لا يزال مهتمًا بـ (بيتلجوس يذهب إلى هاواي) في أوائل عام 1991. أعجب بعمل دانيال ووترز في هيذرز (1989)، والذي قام ببطولته أيضًا وينونا رايدر، فاقترب منه بيرتون لإعادة الكتابة. ومع ذلك، وقع في النهاية على ووترز لكتابة السيناريو لعودة باتمان. بحلول أغسطس 1993، عيَّن المنتج ديفيد جيفن باميلا نوريس ( تروب بيفرلي هيلز ، ساترداي نايت لايف ) لإعادة الكتابة. اتصلت شركة وارنر برذرز. بكيفن سميث في عام 1996 لإعادة كتابة السيناريو، على الرغم من أن سميث رفض العرض لصالح سوبرمان في الأفلام. مازح سميث لاحقًا قائلاً إن رده كان "ألم نقل كل ما نحتاج إلى قوله في بيتلجوس الأول؟ هل يجب أن نذهب إلى المناطق الاستوائية؟" في مارس 1997، أصدرت Gems بيانًا جاء فيه "لا يزال نص بيتلجوس يذهب إلى هاواي مملوكًا لشركة جيفين ومن المحتمل أنه لن يُنتج أبدًا. لا يمكنك فعل ذلك الآن على أي حال. وينونا كبيرة جدًا بالنسبة لهذا الدور". والطريقة الوحيدة التي يمكنهم من خلالها تحقيق ذلك هي إعادة صياغته بالكامل." كان بيرتون قد فكر في العديد من الأفكار التكميلية الأخرى أيضًا على مر السنين، قائلاً في عام 2024، "تحدثنا عن الكثير من الأشياء المختلفة. كان ذلك في وقت مبكر عندما كنا نذهب، بيتلجوس والقصر المسكون، بيتلجوس يذهب غربًا، أيًا كان. لقد ظهرت أشياء كثيرة."

في سبتمبر 2011، عيَّنت شركة وارنر برذرز. سيث جراهام سميث، الذي تعاون مع بيرتون في الظلال الداكنة و أبراهام لنكولن: صياد مصاص الدماء (كلاهما 2012)، لكتابة وإنتاج تكملة لبيتلجوس. وقّع جراهام سميث بنية عمل "قصة تستحق أن نقوم بذلك بالفعل على أرض الواقع، وهو أمر لا يتعلق فقط بجني الأموال، ولا يتعلق فقط بإجبار شخص ما على إعادة إنتاجه أو إعادة تشغيله." كان أيضًا مُصراً على عودة كيتون وأن شركة وارنر برذرز. لن تعيد صياغة الدور. لم يوقع بيرتون وكيتون رسميًا ولكنهما سيعودان إذا كان السيناريو جيدًا بما فيه الكفاية. التقى جراهام سميث مع كيتون في فبراير 2012، "تحدثنا لبضع ساعات وتحدثنا عن أشياء كبيرة. إنها أولوية لشركة وارنر برذرز. إنها أولوية بالنسبة لتيم. كان مايكل يريد القيام بذلك لمدة 20 عامًا و سوف يتحدث إلى أي شخص حول هذا الموضوع الذي سوف يستمع."
في نوفمبر 2013، لمحّت رايدر إلى عودة محتملة للجزء الثاني أيضًا بقولها: "لقد أقسمت نوعًا ما على السرية ولكن يبدو أن الأمر قد يحدث. لقد مر 27 عامًا. ويجب أن أقول، أنا أحب ليديا". لقد كانت ديتز جزءًا كبيرًا مني وسأكون مهتمة حقًا بما تفعله بعد 27 عامًا. وأكدت رايدر أنها لن تفكر في صنع تكملة إلا إذا شارك بيرتون وكيتون. في ديسمبر 2014، قال بيرتون: "إنها شخصية أحبها وأفتقد العمل مع مايكل. لا يوجد سوى بيتلجوس واحد. نحن نعمل على سيناريو وأعتقد أنه ربما يكون أقرب من أي وقت مضى وأحب العمل معه". له مرة أخرى." في 2015، قال الكاتب جراهام سميث إنترتينمنت ويكلي أن السيناريو قد تم الانتهاء منه وأنه وبيرتون يعتزمان بدء تصوير فيلم بيتلجوس 2 بحلول نهاية العام، وأن كلا من كيتون ورايدر سيعودان في أدوارهما. في أغسطس 2015، في برنامج آخر الليل مع سيث مايرز، أكدت رايدر أنها ستعيد تمثيل دورها في الجزء الثاني. في مايو 2016، صرح بيرتون، "إنه شيء أود حقًا أن أفعله في الظروف المناسبة، لكنه أحد تلك الأفلام التي يجب أن تكون صحيحة. إنه ليس نوعًا من الأفلام التي تصرخ من أجل تكملة"، إنها ليست ثلاثية بيتلجوس، لذا فهو شيء إذا كانت العناصر صحيحة، لأنني أحب الشخصية ومايكل المذهل مثّل تلك الشخصية، لذا نعم سنرى، لكن لا يوجد شيء ملموس بعد. في أكتوبر 2017، عُيّن مايك فوكادينوفيتش لإعادة كتابة السيناريو. في أبريل 2019، ذكرت شركة وارنر برذرز. أن الجزء الثاني قد تم تأجيله.

### ما قبل الإنتاج
في فبراير 2022، أُعلن عن تكملة مرة أخرى، هذه المرة من إنتاج استوديو براد بيت بي بلان إنترتينمينت، جنبًا إلى جنب مع وارنر برذرز. صرّح بيرتون في أكتوبر 2022 أنه لم يشارك في المشروع، لكنه تراجع عن ذلك بعد أيام قائلاً. "لا شيء غير وارد". عاد بيرتون في النهاية كمخرج للفيلم وحاول تجريد كل شيء من القصة للانتقال إلى أساسيات العمل مع "الأشخاص الطيبين والممثلين والدمى"، حيث شعر أن المشروع جعله يعكس سبب حبه لصناعة الأفلام. اتفق بيرتون وكيتون على عدم استخدام كميات مفرطة من التكنولوجيا، وسعوا إلى جعل الفيلم يبدو وكأنه صناعة يدوية.
في مارس 2023، أفادت مجلة فارياتي أن جينا أورتيغا، التي عملت سابقًا مع بيرتون في مسلسل وينزداي على نتفليكس لعام 2022، كانت تجري محادثات لتلعب دور أستريد ديتز، ابنة ليديا،  بينما كان من المتوقع الآن أن يلعب بيرتون لتوجيه الفيلم. في مايو، أعلن داني إلفمان أنه سيعود لتأليف النتيجة للجزء الثاني، في حين تم الكشف أيضًا عن تأكيد ظهور أورتيغا كنجم، وقام مؤلفو وينزداي ألفريد جوف ومايلز ميلر بكتابة السيناريو. سيتم أيضًا إضافة جستن ثيرو، وبيرن جورمان، وآرثر كونتي، وفيليب كيتس، وويليم دافو إلى فريق التمثيل، في أدوار غير معلنة، مع وصف دافو بأنه ضابط الحياة الآخرة. أوضح دافو لاحقًا لـ فارايتي في مهرجان مراكش السينمائي أن شخصيته هي ضابط شرطة في الحياة الآخرة اعتاد أن يكون نجم أفلام الحركة من الدرجة الثانية في الحياة قبل أن يموت في حادث، حيث قادته مهاراته إلى أن يصبح محققًا داخل المملكة. وأعرب لاحقًا عن أسفه لمشاركة تلك التفاصيل حول شخصيته، خوفًا من أن يغضب بيرتون منه لكشفه عن بعض المفسدات من الفيلم. تُعيد كاثرين أوهارا تمثيل دورها في دور ديليا ديتز، بالإضافة إلى انضمام مونيكا بيلوتشي إلى فريق التمثيل كزوجة بيتلجوس.
أُعلن عن كولين أتوود، المتعاونة المتكررة مع بيرتون، للعمل على تصميم الأزياء للفيلم. كشفت أتوود أن بدلة بيتلجوس المخططة ستعود في الفيلم، لأنها علامة تجارية للمظهر المثالي للشخصية بنفس الطريقة التي ترتدي بها الشخصية الفخرية لرواية لويس كارول مغامرات أليس في بلاد العجائب (1865) فستانًا أزرق مميزًا، على الرغم من عدم موافقة كيتون على ذلك. ويفضل بدلة السهرة العنابية اللون لـ بيتلجوس. أكد أوهارا لاحقًا أن الفيلم سيتضمن أغنية هاري بيلافونتي عام 1955 " Day-O (أغنية قارب الموز) "، والتي ظهرت في الفيلم الأول.

### التصوير
كان من المقرر أصلاً أن يبدأ التصوير في منتصف عام 2022. لاحقًا، تم تأجيله إلى تاريخ البدء المتوقع في 10 مايو 2023، في لندن إذا لم يؤد إضراب WGA لعام 2023 إلى تأخير آخر في الإنتاج. أُكد بدء الإنتاج رسميًا في اليوم التالي، حيث عمل هاريس زامبارلوكوس كمصور سينمائي وعمل جاي بريشيدني كمحرر. في 18 مايو 2023، أُفيد أن التصوير كان يتم حول كلية الأميرة هيلينا في برسطن، هارتفوردشير، إنجلترا.  أُنجز التصوير الخارجي في إيست كورينث، فيرمونت (موقع المشاهد الخارجية للفيلم الأصلي)، في منتصف عام 2023. عُلق التصوير في يوليو بسبب إضراب 2023 SAG-AFTRA. ووصف بيرتون الفيلم الذي استمتع بصناعته بأنه "أُنجز بنسبة 99٪". بقي يومان من الإنتاج، لكن توقف الإنتاج، مع الاتصال بأورتيغا لمواصلة التصوير بعد أربعة أيام من انتهاء الإضراب. استئنف التصوير في 16 نوفمبر 2023، في ميلروز، ماساتشوستس، وغُلف في فيرمونت في 30 نوفمبر 2023.

### مرحلة ما بعد الإنتاج
بحلول مارس 2024، كان كيتون قد شاهد نسخة تقريبية مكتملة من الفيلم وذكر أن المزيد من التحرير سيتم بعد ذلك. في وقت لاحق من ذلك الشهر، ذكر في هوليوود ريبورتر أن جيفري جونز لن يعيد تمثيل دور تشارلز ديتز في الفيلم. في أبريل، صرّحت جينا ديفيس بأنها لن تعود بدور باربرا ميتلاند بسبب عمرها، قائلة: "كانت شخصياتنا عالقة بالشكل الذي تبدو عليه عندما ماتت إلى الأبد، لقد مر وقت طويل، لقد كانت دقيقة".
مشرف إنتاج المؤثرات البصرية هو أنجوس بيكرتون، الذي يعمل مع منتج المؤثرات البصرية أليكس بيكنيل، بدعم من استوديوهات المؤثرات البصرية Framestore وOne of Us وBUF.